# Percival Mew Gull

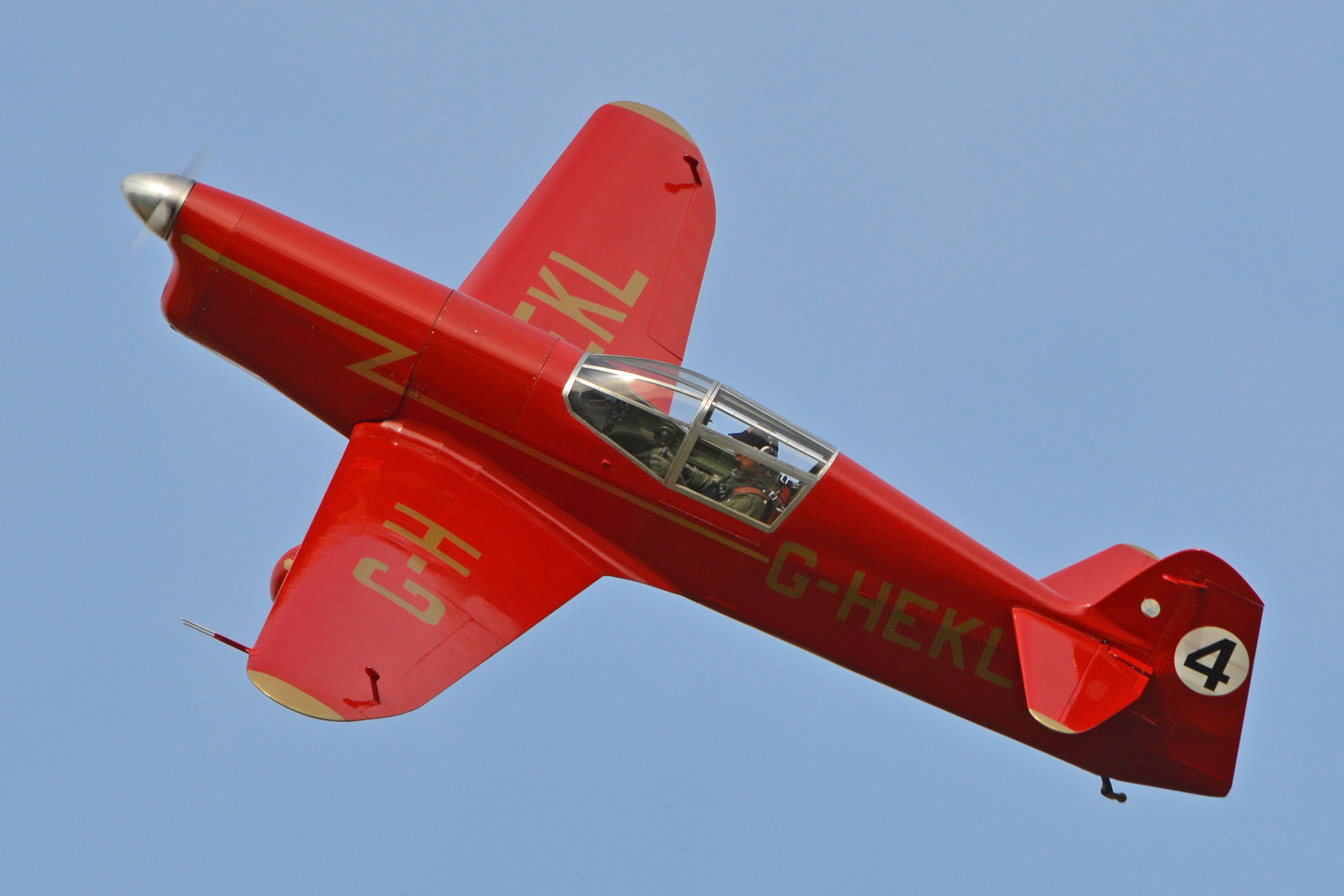
Replica van de originele Percival Mew Gull G-AEKL, met registratie 'G-HEKL'

De  Percival Mew Gull  was een Engels eenmotorig laagdekker racevliegtuig, ontworpen en geproduceerd door Edward Percival. De eerste vlucht van deze eenzitter was in maart 1934, er zijn tot 1938 in totaal vijf exemplaren gebouwd. Het toestel werd voortgedreven door een zescilinder lijnmotor met 200 pk. De laatst gebouwde versie wist met deze ‘bescheiden’ motor een topsnelheid van 425 km/u te bereiken. De Mew Gulls domineerden de luchtraces in het Verenigd Koninkrijk tijdens de tweede helft van de jaren 1930.

## Ontwerp en historie
Na het succes van de Percival Gull driezitter ontwikkelde Edward Percival een kleiner eenzitter racevliegtuig. Percival experimenteerde met een Napier Javelin omgedraaide zescilinder lijnmotor, maar koos uiteindelijk voor de meer betrouwbare De Havilland Gipsy Six als voortstuwing. Samen met Arthur Bage werd het eerste prototype vervolgens verbeterd. De romp werd langer en er kwamen nieuwe vleugels met flaps. De algemene bouwstructuur van het geheel houten toestel leek sterk op de Percival Gull en latere Percival Vega Gull, maar de grote delen (vleugels, romp) waren niet uitwisselbaar. Wel waren kleinere onderdelen zoals: de motor, propeller, instrumenten en landingsgestel (inclusief staartwiel) onderling identiek.
Het vliegtuig deed mee aan diverse luchtraces zoals de King's Cup (1ste prijs), de Folkestone Trophy (1ste prijs), de Coupe Michelin en de Schlesinger Race. In deze laatste race lag de Mew Gull van piloot Stan Halse ver vooraan, maar kwam  boven Rhodesië terecht in slecht weer en crashte met slecht zicht tijdens de landing.

## Replica’s
Er vliegt in Engeland een luchtwaardige Mew Gull replica rond met registratie G-HEKL.
In het RAF Museum Hendon staat een statische geheel gerestaureerde Mew Gull  met de originele G-AEXF registratie tentoongesteld.